# Coppa dei Balcani 1973-1976 (nazionali)
La Coppa dei Balcani 1973-1976 (1973-1976 Balkan Cup), fu l'undicesima edizione della Coppa dei Balcani, competizione calcistica per nazioni. La competizione si svolse in forma itinerante dal 18 aprile 1973 al 28 novembre 1976 e vide la partecipazione di quattro squadre: Bulgaria, Grecia, Romania e Turchia.

## Formula
- Qualificazioni

Nessuna fase di qualificazione. Le squadre sono qualificate direttamente alla fase finale.
- Fase finale

Fase a eliminazione diretta - 4 squadre, giocano partite di andata e ritorno. La vincente si laurea campione dei Balcani.

## Squadre partecipanti
| Pr. | Squadra  | Data di qualificazione certa | Partecipante in quanto | Partecipazioni precedenti al torneo                                       | Ultima presenza |
| --- | -------- | ---------------------------- | ---------------------- | ------------------------------------------------------------------------- | --------------- |
| 1   | Bulgaria | -                            | Qualificata di diritto | 10 (1929-1931, 1931, 1932, 1933, 1934-1935, 1935, 1936, 1946, 1947, 1948) | 1948            |
| 2   | Grecia   | -                            | Qualificata di diritto | 6 (1929-1931, 1932, 1933, 1934-1935, 1935, 1936)                          | Romania 1936    |
| 3   | Romania  | -                            | Qualificata di diritto | 9 (1929-1931, 1932, 1933, 1934-1935, 1935, 1936, 1946, 1947, 1948)        | 1948            |
| 4   | Turchia  | -                            | Qualificata di diritto | 1 (1931)                                                                  | Bulgaria 1931   |

Nella sezione "partecipazioni precedenti al torneo", le date in grassetto indicano che la nazione ha vinto quella edizione del torneo, mentre le date in corsivo indicano la nazione ospitante.

## Fase finale

### Fase a eliminazione diretta

#### Tabellone
|  | Semifinali | Semifinali | Semifinali | Semifinali | Semifinali |  |  | Finale   | Finale   | Finale | Finale | Finale |  |
|  |            |            |            |            |            |  |  |          |          |        |        |        |  |
|  | Turchia    | Turchia    | 5          | 1          | 6          |  |  |          |          |        |        |        |  |
|  | Bulgaria   | Bulgaria   | 2          | 5          | 7          |  |  | Bulgaria | Bulgaria | 1      | 2      | 3      |  |
|  | Romania    | Romania    | 3          | 1          | 4          |  |  | Romania  | Romania  | 0      | 3      | 3      |  |
|  | Grecia     | Grecia     | 1          | 1          | 2          |  |  |          |          |        |        |        |  |

#### Semifinali
| Arbitro: | Zlatanos |

|                                      |           |                       |
| Oğuz 5’ Turan 47’, 66’, 86’ Kurt 56’ | Marcatori | 39’ Panov 56’ Milanov |

| Arbitro: | Ghemigean |

|                                                             |           |           |
| Bonev 12’ Kovis 48’ (aut.) Žečev 67’ Panov 76’ Grigorov 79’ | Marcatori | 68’ Turan |

Bulgaria qualificata alla finale.
| Arbitro: | Türkdoğan |

|                                |           |             |
| Iordănescu 2’, 32’ Lucescu 85’ | Marcatori | 11’ Sarafis |

| Arbitro: | Čajić |

|             |           |             |
| Sarafis 84’ | Marcatori | 27’ Dumitru |

Romania qualificato alla finale.

#### Finale
| Arbitro: | Cebe |

|             |           |  |
| Vasilev 49’ | Marcatori |  |

| Arbitro: | Tsanaklidis |

|                                  |           |                            |
| Troi 47’ Bölöni 54’ Mulțescu 78’ | Marcatori | 13’ Garabski 69’ Željazkov |

## Statistiche

### Classifica marcatori
4 reti
- Cemil Turan

2 reti
- Pavel Panov
- Stavros Sarafis
- Anghel Iordănescu

1 rete
- Hristo Bonev
- Atanas Garabski
- Božidar Grigorov
- Kiril Milanov
- Con'o Vasilev
- Dobromir Žečev
- Andrej Željazkov

- László Bölöni
- Ion Dumitru
- Mircea Lucescu
- Gheorghe Mulțescu
- Radu Troi
- Mehmet Oğuz
- Metin Kurt

Autorete
- Cemil Turan (Pro  Bulgaria)